# 인민대표의회
인민대표의회(人民代表議會, 인도네시아어: Dewan Perwakilan Rakyat, 영어: People's Representative Council)는 양원제인 인도네시아 국민협의회(國民協議會, 인도네시아어: Majelis Permusyawaratan Rakyat, 영어: People's Consultative Assembly)의 하위 의회이다.

## 같이 보기
- 국제 의회 연맹